# Rhododendron 'Homebush'
Rhododendron 'Homebush' — сорт листопадных рододендронов, среднего срока цветения. Декоративное садовое растение. 

## Биологическое описание
Листопадный кустарник, в возрасте 10 лет высота около 150 см, ширина 130 см. Впоследствии выше. 
Листья эллиптические, заострённые, с клиновидным основанием, цвет светло-зелёный.
Соцветия расположены на концах побегов, сферические, несут 6—23 цветков.
Цветки полумахровые, воронкообразные, глубоко пурпурно-розовые, около 4 см в диаметре. Аромат отсутствует или очень слабый.
Цветение в конце мая — середине июня.

## В культуре
В США выдерживает понижения температуры до −18 °С. В окрестностях Санкт-Петербурга зимует хорошо, цветение ежегодное. Цветки держатся дольше, чем у рододендрона японского, в среднем, на 10 дней. В условиях Нижегородской области при высоте кроны около 1 м полностью зимостоек. Цветёт регулярно, плодоносит.

## Некоторые прямые потомки
- 'Arista' Peter E. Girard (vor 1984)
- 'Crimson Tide' Peter E. Girard (1969)
- 'Gena Mae' F. Clement (vor 1991)
- 'Girard Yellow Pom Pom' Peter E. Girard (vor 1985)
- 'Hachmann's Fabiola' Hans Hachmann (1986)
- 'Jack A. Sand' E. Sand (vor 1980)
- 'Wedding Bouquet' Peter E. Girard (1970)